# Аалберг, Ида
Ида Эмилия А́алберг (фин. Ida Emilia Aalberg; 4 декабря 1857, Янаккала — 17 января 1915, Петроград) — финская актриса.

## Биография
Родилась 4 декабря 1857 года в бедной семье путевого мастера. Один год училась в школе для девочек, а также брала частные уроки. В 17-летнем возрасте уехала в Хельсинки, где встретилась с режиссёром Каарли Бергбомом, разглядевшем в девушке потенциал будущей актрисы и взявшем её на работу в Финский театр. Интерес публики к её игре проявился после успеха в роли Бориско в пьесе «Сельский негодяй» (1877). В 1877 и 1880 годах обучалась актёрскому мастерству у известной немецкой актрисы Марии Неман-Зеебах. Международный успех пришёл к Аалберг летом 1880 года во время гастролей театра в Мюнхене, Вене и Будапеште. В этом же году Аалберг совершила несомненный прорыв в финском театре, сыграв роль Норы в «Кукольном доме» Генрика Ибсена, ставшую одной из лучших в её карьере. С этого времени за актрисой постепенно закрепляется статус национального достояния.
В 1883 году Аалберг покинула Финский театр. Вслед за длительной поездкой в 1883—1884 годах в Париж последовали многочисленные зарубежные ангажементы, вследствие чего в 1885—1887 годах Аалберг выступала, в основном, за рубежом. В 1885 году в Стокгольмском Королевском театре она на финском языке сыграла роль Офелии в «Гамлете» Шекспира. В том же году она работала в копенгагенском театре «Казино», а в 1886 году — в театре «Дагмар».

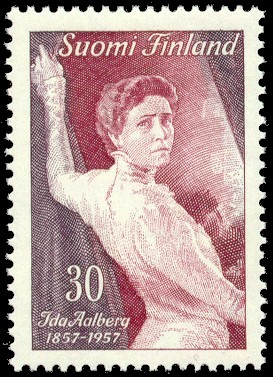
Почтовая марка Финляндии, выпущенная в 1957 году к 100-летию Иды Аалберг

В 1887 году актриса вышла замуж за адвоката и политика Лаури Кивекяса, после кончины которого в 1893 году она основала собственную труппу, а в следующем году, 2 июля вышла замуж за заядлого театрала барона Александра Иоганна фон Икскуль фон Гильденбандта (сына сенатора А. А. Икскуль фон Гильденбандта) и переехала в Санкт-Петербург. Там актриса много играла, с особым успехом выступая в спектаклях «Дама с камелиями», «Леди Макбет», «Дом», «Теодора», а также активно гастролирует по России, Германии, Скандинавии. В 1906 году после смерти Каарли Бергбома взяла на себя руководство Финским Национальным театром. В январе 1915 года актриса внезапно заболела и умерла в Петрограде. Похоронена в Хельсинки.
Искусство Аалберг, одной из крупнейших финских актрис, отличалось большой драматической силой. Она создавала образы любящих и страдающих женщин, отмеченные глубиной чувств, цельностью и страстностью. В игре актрисы тонкое раскрытие психологии героинь сочеталось с отточенной внешней формой, тщательной отделкой деталей.
Рядом со зданием Финского Национального театра в 1972 году был открыт памятник Иде Аалберг, а одна из улиц Хельсинки названа в её честь. Также её имя носит площадь в Янаккале. Кроме того, в родном городе певицы открыт музей Аалберг. Фонд Иды Аалберг раз в два года присуждает крупнейшую театральную премию в Финляндии.